# 岩上珠
岩上珠（学名：Clarkella nana）为茜草科岩上珠属下的一个种。